# إدواردو فرنانديز
إدواردو فرنانديز (بالإسبانية: Eduardo Fernández Meyzán)‏ (30 أبريل 1923 سان فيسينتي دي كانيتي بيرو - 27 نوفمبر 2002) هو لاعب كرة قدم بيروفي سابق كان يلعب كمهاجم.